# Manfred Emmenegger-Kanzler
Manfred Emmenegger-Kanzler (* 1953 in Waldshut) ist ein freischaffender deutscher Bildhauer.

## Leben und Werk

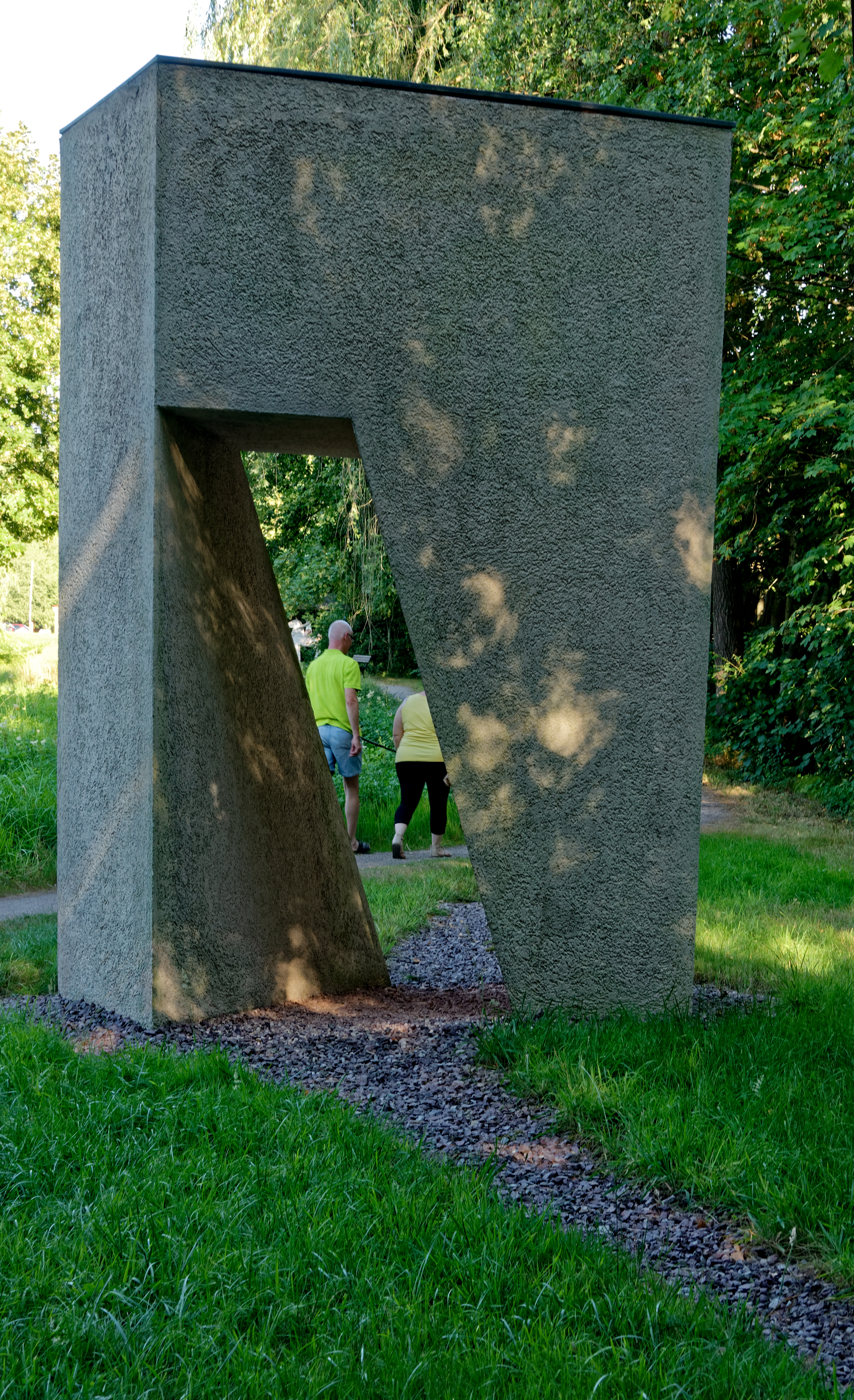
Durbacher Tor (1999), Skulpturenpark Durbach

Nach der Schule machte Emmenegger-Kanzler von 1979 bis 1982 zunächst eine Ausbildung zum Keramiker. Anschließend studierte er Keramikdesign bis 1988 an der Fachhochschule Niederrhein in Krefeld. Seit 1988 ist er freischaffender Künstler.
Viele seiner Plastiken aus Terracotta oder Gasbeton und anderen Materialien wie z. B. Stahl gehen durch Schnitte, Krümmungen und Faltungen spielerisch mit mathematischen Formen um. Sein bislang größtes Werkstück „Transversale“ misst 3,70 Meter.
Er lebt und arbeitet seit 1999 in Ottersweier.

## Auszeichnungen
Er erhielt mehrere Preise, darunter 1989 den 1. Preis für keramische Plastik / zeitgenössische Keramik Offenburg, den Staatspreis Baden-Württemberg im Jahre 1992. 2008 erhielt er die Auszeichnung artist in residence des Ceramic Art Museums in Fuping/China.